# U-17 Bundesliga
U-17 Bundesliga, cunoscută oficial ca B-Junioren-Bundesliga, este a doua competiție fotbalistică de juniori din Germania ca importanță, după A-Junioren-Bundesliga. A fost creată în 2007 și este împărțită în trei divizii, respectiv Nord/Nordost, West și Süd/Südwest cu câte 14 echipe fiecare. Câștigătoarea fiecărei divizii și a doua clasată dintr-o divizie întră în play-off pentru stabilirea campioanei germane U-17. În competiție participă juniori cu vârste cuprinse între 15 și 17 ani.